# حزام العتيبي
حزام بن عبد الرحمن الرويس العتيبي (1960- 2013)، شاعر وإعلامي سعودي، صدرت له دواوين شعر بالفصحى، ولد في مدينة الدوادمي عام 1960، وزوجته هي الكاتبة ليلى الأحيدب.

## مؤهلاته
- حصل على درجة البكالوريوس في العلوم العسكرية والأمن الداخلي من كلية الملك فهد الأمنية عام 1981م.
- حصل على ماجستير في الإعلام.

## عمله
- عمل في جريدة الجزيرة، ومراسلاً لمجلة الرياضة والشباب بالإمارات العربية المتحدة، ومحرراً ثقافياً في جريدة الرياض 1988، وعمل كذالك في صحيفة عكاظ.
- عمل كذالك في القطاع الخاص منذ 1986.

## مؤلفاته
ديوانان شعريان مطبوعان، هما: 
- ديوان استراحات على سطح الثريا عام 1985.
- ديوان قصائدها عام 1993.[1]

## الصحافة والأدب
طوال مسيرته الصحفية رفض حزام العتيبي التخلي عن القلم والورقة رغم أنه لم يعد هناك إلا قلة قليلة تعتمد عليهما في التوثيق الصحفي واستبدلوهما بأجهزة التسجيل الحديثة والقديمة فيما فضل حزام التوثيق بقلمه في كافة المناسبات متخذاً مكاناً استراتيجياً بجانب المسؤول في كافة المناسبات التي يحضرها، يتيح له الاستماع جيداً والتدوين بالقلم والورقة.
ولم يكن أسلوب التوثيق لدى حزام مميزاً فحسب، بل كان حضوره مختلفاً، وآراؤه صادمة، وكان مقعده في المؤتمرات الصحفية لمعارض الكتاب هو الأسخن بامتياز، حيث كان يخلع عباءة الصحفي، ليرتدي قبعة المفكر، ويتحول سؤاله من سؤال صحفي، إلى مداخلة فكرية، ولا يعبأ إن كان جل من بالقاعة يخالفونه الرأي، حيث كان يقوله بجرأة حتى وإن كان صادماً، وفي بعض الأحيان تتحول مداخلته إلى جدال ثقافي، ليس مع المسؤول وإنما مع زملائه من الحضور، حتى ولو لم يكن ذلك بشكل مباشر،
وقد كتب عن ابداعه العديد من النقاد منهم محمد ناصر أبو حمرا في دراسة بعنوان: بشارات الصهيل، وأمجد ريان في دراسة عن قصيدته: تحية لصاحب النوق، وراشد عيسى في دراسة بعنوان: كيف استراح حزام على سطح ثرياه، وعبد الله الحامد في كتابه عن الشعر في المملكة العربية السعودية، بالإضافة إلى دراسات وآراء متفرقة أخرى.

## قالوا عن حزام
- هاشم الجحدلي نائب رئيس تحرير صحيفة عكاظ : أن حزام كان شاعراً معروفاً ومثقفاً ومن أنشط الصحفيين الذين تعاملوا مع عكاظ، وكان صحفيا يمكن الوثوق به لأنه لن يترك فعالية أو مناسبة ثقافية إلا وسلط الضوء عليها، ولا يمكن أن يخذل مؤسسته الإعلامية، ودائما تصل أخباره في الوقت المناسب خصوصا في الفعاليات الضخمة مثل الجنادرية أو معرض الكتاب.
- سعود الشيخي مدير فرع وزارة الثقافة والإعلام بنطقة مكة: حزام العتيبي واحد من أهم الأسماء التي مزجت بين المجال الأدبي كشاعر وكاتب ومثقف جميل وشاعر معروف، وبين عمله في حياض الإعلام المكتوب طويلا، رحم الله حزام الذي كون مع أرملته الروائية والكاتبة ليلى الأحيدب ثنائيا التقى في مضمار الأدب والإعلام، وكونا أسرة استطاعت أن تمخر عباب الحياة بنجاح اجتماعي جميل يضرب به المثل في الأوساط الإعلامية وجموع المثقفين.
- الدكتور سعيد السريحي : عرفت حزام العتيبي منذ أن كان محررا في جريدة الرياض، وتوطدت معرفتي به حينما أصبحنا زملاء في عكاظ، وقد قرأته شاعرا كما قرأته كاتبا، ووجدته في الحالتين رجلا صادقا فيما يكتب، متحمسا لما يعتقد، منفعلا تجاه ما يذهب إليه، كانت سمة الصدق التي لا تكاد تجعل له صاحبا غير أنه كان محبوبا من قبل من يعرف، معدنه الأصيل وطيبته التي تتوارى خلف ما يبدو عليه من حده، كان رجلا كريما، صادقا إذا صادق، وواضحا إذا خاصم، لا يعرف كيف يجامل، ولا يعرف كيف يهادن، فقدنا بفقده رجلا لا يتكرر في شخص مثله.
- الشاعر صالح الشادي : حزام العتيبي الذي طالما فخرنا به وهو يشارك في العديد من الملتقيات الإعلامية والمؤتمرات الصحافية خارج المملكة وداخلها، إنه صوت إعلامي وصاحب له ضجيجه الإعلامي المميز عندما عمل في الثقافة وفي الاقتصاد وكون اسما نعتز به، إلى جانب موهبته وشاعريته التي اعتز بها الوسط الثقافي المحلي والعربي، وأكثر ما يلفت النظر إليه علاقاته الثقافية العربية الكبيرة مع شعراء الوطن العربي، وأذكر أنه كان يعتز كثيرا بصداقته وزمالته مع الشاعر والكاتب المصري الشهير جمال بخيت.
- تركي الدخيل مذيع قناة العربية : خسرنا اسما لامعا في الحياة الأدبية والإعلامية السعودية.
- الدكتور زيد الفضيل الباحث والناقد : أن حزام العتيبي رجل ذو قامة ثقافية شعرية، وفقده خسارة للثقافة والأدب والشعر.
- الدكتورة فاطمة إلياس عضوة نادي جدة الأدبي : حزام العتيبي تمتع بصراحته وخبطاته الصحفية، وخصوصا في المجال الاقتصادي، حتى لفت الانتباه له جراء مجهوداته، والجميع اتفق على صفاء نيته، فهو إنسان خلوق وصدوق وشاعر متألق.

## وفاته
توفي بالرياض في 30 / 10 / 2013 صباح الأربعاء بعد أزمة صحية ألمت به.